# 134A busz (Budapest)
A budapesti 134A jelzésű autóbusz az Árpád híd (Szentlélek tér) és a Békásmegyer, Újmegyeri tér között közlekedett a Margit híd felújítása miatt a Margitsziget, Centenáriumi emlékműig meghosszabbított 134-es busz csúcsidei sűrítő járataként. A vonalat a Budapesti Közlekedési Zrt. üzemeltette. A járműveket az Óbudai autóbuszgarázs és a BKV egyik alvállalkozója, a Nógrád Volán Zrt. állította ki. A hídfelújítás befejeztével a 134-es busz belső végállomása visszakerült a Szentlélek térre, így a 134A busz megszűnt.
A járat mindennap csak a reggeli csúcsidőszakban, 4 és 8 óra között közlekedett. A nap többi időszakában 134-es busz közlekedett helyette Békásmegyer és a margitszigeti Centenáriumi emlékmű között. A 134-es és a 134A járat is összehangolt menetrend szerint járt a 34-es járattal.

## Története
2009. augusztus 29-én a 134-es buszok Szentlélek téri végállomását áthelyezték a Margit-szigetre a Margit híd felújítása miatt. A régi végállomásról a reggeli csúcsidőben az új 134A buszok indultak a békásmegyeri végállomás felé. 2010. március 29-étől ezen a vonalon is csak jeggyel vagy bérlettel, az első ajtón lehetett felszállni. A járat 2011. november 1-jén megszűnt, a 134-es pedig újra eredeti útvonalán járt.

## Útvonala
| Békásmegyer, Újmegyeri tér felé | Árpád híd H (Szentlélek tér) felé |
| --- | --- |
| Árpád híd (Szentlélek tér) H vá. – Tavasz utca – Flórián tér – Szentendrei út – Czetz János köz – Czetz János utca – Mátyás király út – Batthyány utca – Madzsar József utca – Juhász Gyula utca – Hatvany Lajos utca – Békásmegyer, Újmegyeri tér vá. | Békásmegyer, Újmegyeri tér vá. – Hatvany Lajos utca – Juhász Gyula utca – Madzsar József utca – Pünkösdfürdő utca – Batthyány utca – Szent István utca – Szentendrei út – Mátyás király út – Czetz János utca – Czetz János köz – Szentendrei út – Flórián téri felüljáró – Serfőző utca – Árpád fejedelem útja – Árpád híd (Szentlélek tér) H vá. |

## Megállóhelyei
Az átszállási kapcsolatok között az eltérő üzemidőben közlekedő 134-es busz nincsen feltüntetve.
| 0  | Árpád híd H (Szentlélek tér) végállomás      | 23 | 29, 34, 106, 118, 137, 218, 237 1, 1A                                                      |
| 1  | Flórián tér                                  | ∫  | 29, 34, 86, 106, 109, 118, 137, 206, 218, 237 1, 1A 800, 801, 805, 810, 820, 830, 832, 840 |
| 2  | Raktár utca                                  | 21 | 34, 86, 106, 109, 118, 206                                                                 |
| 3  | Bogdáni út                                   | 20 | 34, 86, 106, 109, 118, 206                                                                 |
| 4  | Kaszásdűlő H                                 | 18 | 34, 106                                                                                    |
| 6  | Záhony utca                                  | 17 | 34, 106                                                                                    |
| 7  | Aquincum H                                   | 15 | 34, 106 Aquincum felső                                                                     |
| 8  | Római tér                                    | ∫  | 34, 106                                                                                    |
| 10 | Rómaifürdő H                                 | ∫  | 34                                                                                         |
| 11 | Czetz János köz (↓) Szentendrei út (↑)       | 13 | 34                                                                                         |
| 12 | Attila utca                                  | 12 |                                                                                            |
| 12 | Pozsonyi utca (↓) Huba utca (↑)              | 11 |                                                                                            |
| 13 | Mátyás király út (↓) Czetz János utca (↑)    | 10 |                                                                                            |
| 14 | Bercsényi utca                               | 9  |                                                                                            |
| ∫  | Mátyás király út                             | 8  | 160                                                                                        |
| 15 | Szent István utca                            | 6  |                                                                                            |
| 16 | Pünkösdfürdő utca                            | 5  | 34, 143, 160, 186, 243                                                                     |
| 17 | Békásmegyer H                                | 4  | 34, 143, 160, 186, 204, 243                                                                |
| 17 | Hímző utca                                   | 3  |                                                                                            |
| 18 | Hatvany Lajos utca (↓) Juhász Gyula utca (↑) | 2  |                                                                                            |
| 19 | Bálint György utca                           | 1  |                                                                                            |
| 20 | Békásmegyer, Újmegyeri tér végállomás        | 0  | 34                                                                                         |